# Lecanoromycetidae
Lecanoromycetidae je podklasa gljiva u klasi Lecanoromycetes. Ova potklasa sadrži pet redova: Caliciales Bessey, Lecanorales Nannf., Lecideales Vain, Leprocaulales Lendemer & B.P. Hodk., Peltigerales W. Watson, Rhizocarpales Miądl. & Lutzoni ex Miądl. & Lutzoni ex Miadl. & Lutzoni, i Teloschistales D. Hawksw. & O.E. Erikss.